# Дејан Марцикић
Дејан Марцикић (Нови Сад, 29. јануар 1980) је хрватски позоришни, телевизијски и филмски глумац.

## Биографија
Дејан Марцикић рођен је у Новом Саду, а одрастао је у Сплиту, Загребу и Задру. Баш као и његов лик Игор Царевић у сапуници Забрањена љубав активно се бавио фудбалом. Играо је за ХНК Хајдук Сплит и НК Шпанско. Године 1997. одустаје од професионалног фудбала те се потпуно посвећује музици. Од тада се активно бави музиком те је гитариста и вокалиста задарског грунге роцк састава "Џели Бели" (данас постава "Секси мадрфакрс"), док се по завршетку снимања Забрањене љубави придружује пратећем саставу своје колегинице Антоније Шоле на место бубњара, а уз то је и био бубњар састава Јуанитос, који је деловао отприлике две године. Такође је свирао у саставу "Пацифички меткови" од пролећа 2011. године. Тренутно свира и пјева у задарском саставу Епилогу.
Од 2002. године ради у телевизијској продукцији као глумац, асистент режије и организатор снимања.
Дејан је апсолвент Саобраћајног факултета (смер Аеропромет) у Загребу.

## Филмографија
| Год.       | Назив            | Улога               |
| ---------- | ---------------- | ------------------- |
| 2000.-те   |                  |                     |
| 2004—2011. | Забрањена љубав  | Игор Царевић        |
| 2004.      | Вила Марија      | Јуре                |
| 2008.      | Понос Раткајевих | гестаповски жандарм |
| 2008.      | Хитна 94         | Горан Андријашевић  |
| 2008.      | Закон љубави     | Иван Перица         |
| 2010.-те   |                  |                     |
| 2010.      | Мамутица         | Вјеко Балић         |